# 四重奏 (テレビドラマ)
『四重奏』（カルテット）は、1964年4月14日から同年9月29日まで日本テレビ系列局で放送されていた日本テレビ製作のテレビドラマである。いすゞ自動車の一社提供。全25話。放送時間は毎週火曜 21:30 - 22:00 （日本標準時）。
前作『男嫌い』が四姉妹を主人公にしていたのに対し、本作は男性四人組を主人公とする。彼らは四重奏団を結成し、銀行の地下に眠る大金を盗もうと画策している。

## キャスト
- 渥美清
- ジェリー藤尾
- 小池朝雄
- 杉浦直樹
- 名古屋章
- 岸田今日子
- ほか

## スタッフ
- 脚本：伊奈洸、福田陽一郎
- 演出：福田陽一郎
- 音楽：山本直純
- 制作：日本テレビ

## 放送日程
| 話数   | 放送日 （1964年） | サブタイトル       |
| ------ | ----------------- | ------------------ |
| 1 - 12 | 4月14日 - 6月30日 | （無し）           |
| 13     | 7月7日            | 月下の蘭           |
| 14     | 7月14日           | 殿下来訪           |
| 15     | 7月21日           | 生き埋めの夜       |
| 16     | 7月28日           | トンネルへの感謝状 |
| 17     | 8月4日            | 墓下三寸進行中     |
| 18     | 8月11日           | 水と大金庫         |
| 19     | 8月18日           | 殺し屋と爆弾       |
| 20     | 8月25日           | 公園にて           |
| 21     | 9月1日            | 初秋の朝、突然に！ |
| 22     | 9月8日            | 酒場への抜け穴     |
| 23     | 9月15日           | 五枚の小判         |
| 24     | 9月22日           | ラストスパート     |
| 25     | 9月29日           | 海の彼方に         |